# Algebra simmetrica
In matematica, l'algebra simmetrica su uno spazio vettoriale V su un campo K è una particolare K-algebra commutativa; può essere vista come una rappresentazione dell'anello dei polinomi in K, con indeterminate corrispondenti agli elementi della base di V, senza una scelta delle coordinate.
È denotata con {\displaystyle S(V)} o {\displaystyle \mathrm {Sym} (V)}.

## Costruzione
L'algebra simmetrica può essere definita a partire dall'algebra tensoriale {\displaystyle T(V)}, "forzando" gli elementi di {\displaystyle V} ad essere commutativi in {\displaystyle T(V)}: più precisamente, {\displaystyle S(V)} può essere definita come l'anello quoziente di {\displaystyle T(V)} rispetto all'ideale generato dagli elementi
{\displaystyle v\otimes w-w\otimes v},
al variare di {\displaystyle v} e {\displaystyle w} in {\displaystyle V}.
L'applicazione {\displaystyle V\mapsto S(V)} può essere estesa ad un funtore tra la categoria dei {\displaystyle K}-spazi vettoriali e quella delle {\displaystyle K}-algebre.

## Proprietà

### Struttura graduata
L'algebra simmetrica {\displaystyle S(V)} può essere vista come un'algebra graduata: l'insieme {\displaystyle S^{k}(V)} degli elementi omogenei di grado k è lo spazio vettoriale generato dai monomi di grado k negli elementi di {\displaystyle V}; alternativamente, {\displaystyle S^{k}(V)} può essere visto come il quoziente di {\displaystyle T^{k}(V)} rispetto all'ideale {\displaystyle I\cap T^{k}(V)}, dove {\displaystyle I} è l'ideale generato in {\displaystyle T(V)} dagli elementi {\displaystyle v\otimes w-w\otimes v}.
Lo spazio {\displaystyle S^{k}(V)} è chiamato la potenza simmetrica k-esima di {\displaystyle V}; la sua dimensione è pari a
{\displaystyle {\binom {n+k-1}{k}}},
dove n è la dimensione di {\displaystyle V} su {\displaystyle K}. Così come {\displaystyle V\mapsto S(V)}, anche ogni applicazione {\displaystyle V\mapsto S^{k}(V)} può essere estesa ad un funtore.
Ad esempio, {\displaystyle S^{0}(V)} è sempre isomorfo a {\displaystyle K}, mentre {\displaystyle S^{1}(V)} è sempre isomorfo a {\displaystyle V}.

### Anello dei polinomi
Se {\displaystyle \{v_{1},\ldots ,v_{n}\}} è una base di {\displaystyle V}, allora si può definire un isomorfismo di algebre tra {\displaystyle S(V)} e l'anello dei polinomi {\displaystyle K[X_{1},\ldots ,X_{n}]} in n indeterminate, mandando {\displaystyle v_{i}} in {\displaystyle X_{i}}.
In particolare, questo mostra come l'anello dei polinomi possa essere pensato come un'algebra simmetrica su cui è stato scelto un sistema di coordinate (la base {\displaystyle \{v_{1},\ldots ,v_{n}\}}) e, viceversa, {\displaystyle S(V)} possa essere pensato come una versione senza coordinate di {\displaystyle K[X_{1},\ldots ,X_{n}]}.
Da questo segue anche che l'anello dei polinomi è isomorfo in modo canonico all'algebra simmetrica del duale di {\displaystyle V}.